# Fixin
Pour l’article homonyme, voir Fixin (AOC).
Fixin [fisɛ̃] est une commune viticole française, située dans le département de la Côte-d'Or en région Bourgogne-Franche-Comté, sur la route des Grands Crus le long de la côte de Nuits du vignoble de Bourgogne.

## Géographie

### Climat
Pour des articles plus généraux, voir Climat de la Bourgogne-Franche-Comté et Climat de la Côte-d'Or.
En 2010, le climat de la commune est de type climat océanique dégradé des plaines du Centre et du Nord, selon une étude du Centre national de la recherche scientifique s'appuyant sur une série de données couvrant la période 1971-2000. En 2020, Météo-France publie une typologie des climats de la France métropolitaine dans laquelle la commune est exposée à un climat océanique altéré et est dans la région climatique  Bourgogne, vallée de la Saône, caractérisée par un bon ensoleillement (1 900 h/an), un été chaud (18,5 °C), un air sec au printemps et en été et des vents faibles. 
Pour la période 1971-2000, la température annuelle moyenne est de 10,6 °C, avec une amplitude thermique annuelle de 17,8 °C. Le cumul annuel moyen de précipitations est de 795 mm, avec 11,4 jours de précipitations en janvier et 7,4 jours en juillet. Pour la période 1991-2020, la température moyenne annuelle observée sur la station météorologique de Météo-France la plus proche, « Marsannay la Cote », sur la commune de Marsannay-la-Côte à 3 km à vol d'oiseau, est de 11,7 °C et le cumul annuel moyen de précipitations est de 803,0 mm,. Pour l'avenir, les paramètres climatiques de la commune estimés pour 2050 selon différents scénarios d'émission de gaz à effet de serre sont consultables sur un site dédié publié par Météo-France en novembre 2022.

## Urbanisme

### Typologie
Au 1er janvier 2024, Fixin est catégorisée ceinture urbaine, selon la nouvelle grille communale de densité à 7 niveaux définie par l'Insee en 2022.
Elle appartient à l'unité urbaine de Gevrey-Chambertin, une agglomération intra-départementale dont elle est une commune de la banlieue,. Par ailleurs la commune fait partie de l'aire d'attraction de Dijon, dont elle est une commune de la couronne,. Cette aire, qui regroupe 333 communes, est catégorisée dans les aires de 200 000 à moins de 700 000 habitants,.

### Occupation des sols
L'occupation des sols de la commune, telle qu'elle ressort de la base de données européenne d’occupation biophysique des sols Corine Land Cover (CLC), est marquée par l'importance des forêts et milieux semi-naturels (53,5 % en 2018), une proportion identique à celle de 1990 (53,5 %). La répartition détaillée en 2018 est la suivante : 
forêts (48,2 %), terres arables (20,2 %), cultures permanentes (12,4 %), zones agricoles hétérogènes (6,1 %), milieux à végétation arbustive et/ou herbacée (5,3 %), zones industrielles ou commerciales et réseaux de communication (4,1 %), zones urbanisées (3,7 %). L'évolution de l’occupation des sols de la commune et de ses infrastructures peut être observée sur les différentes représentations cartographiques du territoire : la carte de Cassini (XVIIIe siècle), la carte d'état-major (1820-1866) et les cartes ou photos aériennes de l'IGN pour la période actuelle (1950 à aujourd'hui).

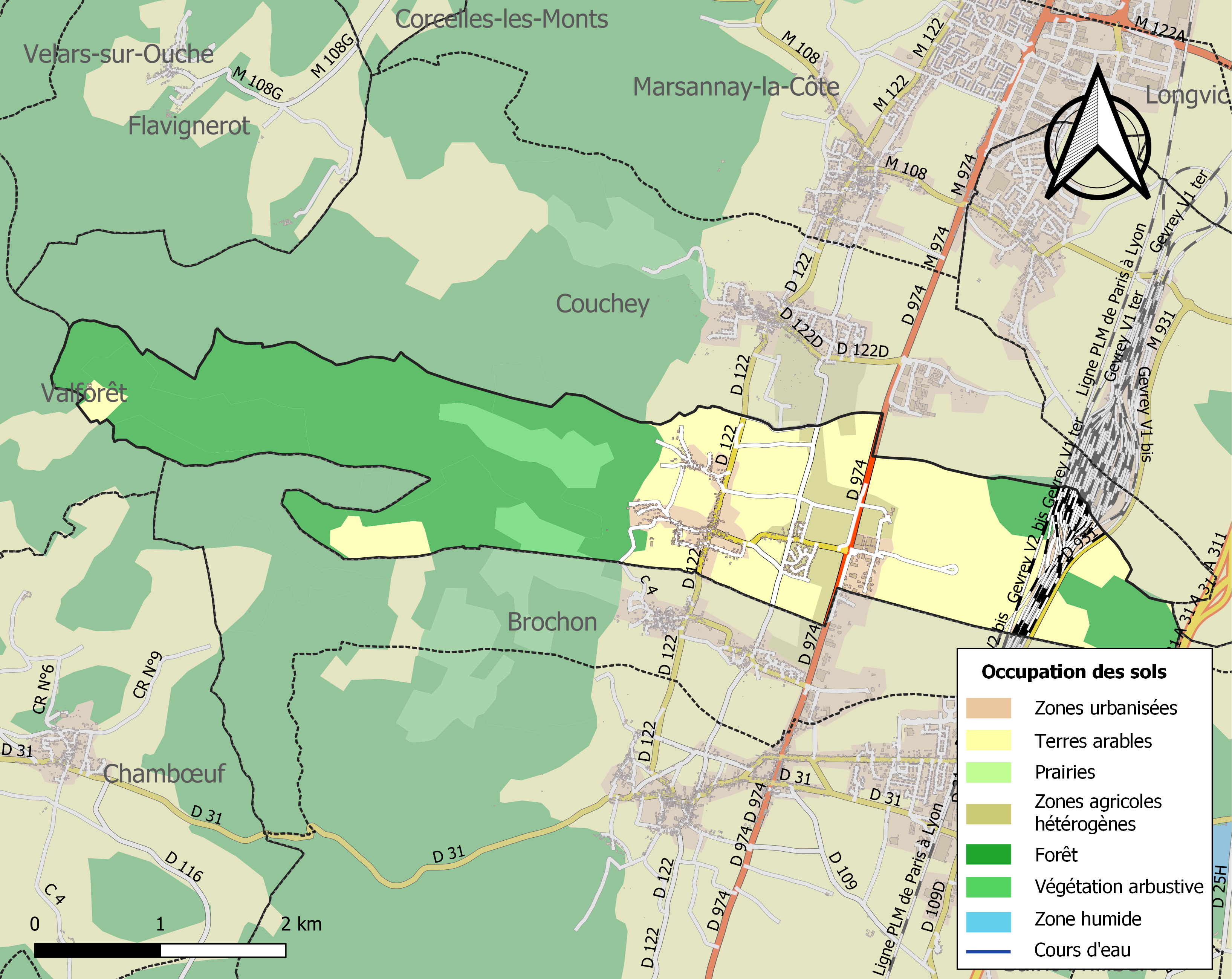
Carte des infrastructures et de l'occupation des sols de la commune en 2018 (CLC).

## Vignoble
- Fixin (AOC)
- Côte-de-nuits villages
- Vignoble de Bourgogne

## Politique et administration
| Période                                  | Période    | Identité          | Étiquette | Qualité                  |
| ---------------------------------------- | ---------- | ----------------- | --------- | ------------------------ |
|                                          |            | Charles Bernard   |           |                          |
| 1977                                     | 1983       | Camille Crusserey | PCF       | Viticulteur              |
| 1983                                     |            | Gilbert Moniot    |           |                          |
| 1989                                     |            | Claude Pichot     |           |                          |
| 1995                                     |            | Jean Debien       |           |                          |
| 2001                                     |            | Laurent Danguis   |           |                          |
| 2003                                     | avril 2014 | Geneviève Peltier |           | Professeur à la retraite |
| avril 2014                               | mai 2020   | André Arzur       |           |                          |
| mai 2020                                 | en cours   | Pascal Rochet     | SE        | Gendarme à la retraite   |
| Les données manquantes sont à compléter. |            |                   |           |                          |

## Démographie
L'évolution du nombre d'habitants est connue à travers les recensements de la population effectués dans la commune depuis 1793. Pour les communes de moins de 10 000 habitants, une enquête de recensement portant sur toute la population est réalisée tous les cinq ans, les populations de référence des années intermédiaires étant quant à elles estimées par interpolation ou extrapolation. Pour la commune, le premier recensement exhaustif entrant dans le cadre du nouveau dispositif a été réalisé en 2007.

En 2022, la commune comptait 717 habitants, en évolution de −4,27 % par rapport à 2016 (Côte-d'Or : +0,82 %, France hors Mayotte : +2,11 %).
| 1793 | 1800 | 1806 | 1821 | 1831 | 1836 | 1841 | 1846 | 1851 |
| ---- | ---- | ---- | ---- | ---- | ---- | ---- | ---- | ---- |
| 542  | 409  | 450  | 409  | 521  | 518  | 475  | 496  | 514  |

| 1856 | 1861 | 1866 | 1872 | 1876 | 1881 | 1886 | 1891 | 1896 |
| ---- | ---- | ---- | ---- | ---- | ---- | ---- | ---- | ---- |
| 467  | 508  | 505  | 471  | 451  | 429  | 454  | 455  | 450  |

| 1901 | 1906 | 1911 | 1921 | 1926 | 1931 | 1936 | 1946 | 1954 |
| ---- | ---- | ---- | ---- | ---- | ---- | ---- | ---- | ---- |
| 452  | 444  | 418  | 382  | 406  | 418  | 450  | 524  | 564  |

| 1962 | 1968 | 1975 | 1982 | 1990 | 1999 | 2006 | 2007 | 2012 |
| ---- | ---- | ---- | ---- | ---- | ---- | ---- | ---- | ---- |
| 634  | 566  | 817  | 883  | 826  | 785  | 761  | 758  | 759  |

| 2017 | 2022 | - | - | - | - | - | - | - |
| ---- | ---- | - | - | - | - | - | - | - |
| 754  | 717  | - | - | - | - | - | - | - |

## Culture locale et patrimoine

### Lieux et monuments

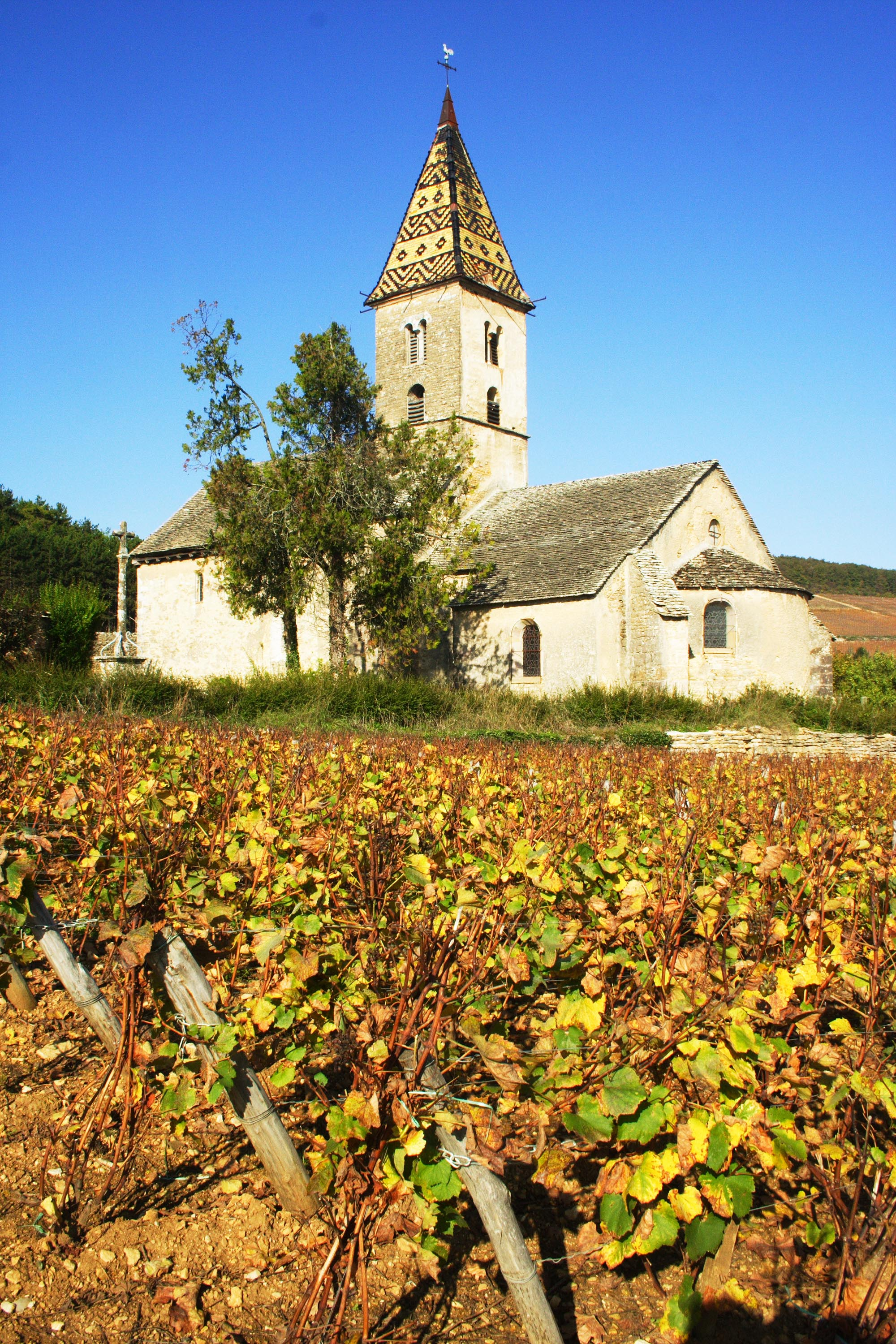
L'église Saint-Antoine de Fixey, et son haut clocher coiffé de tuile vernissée de Bourgogne.

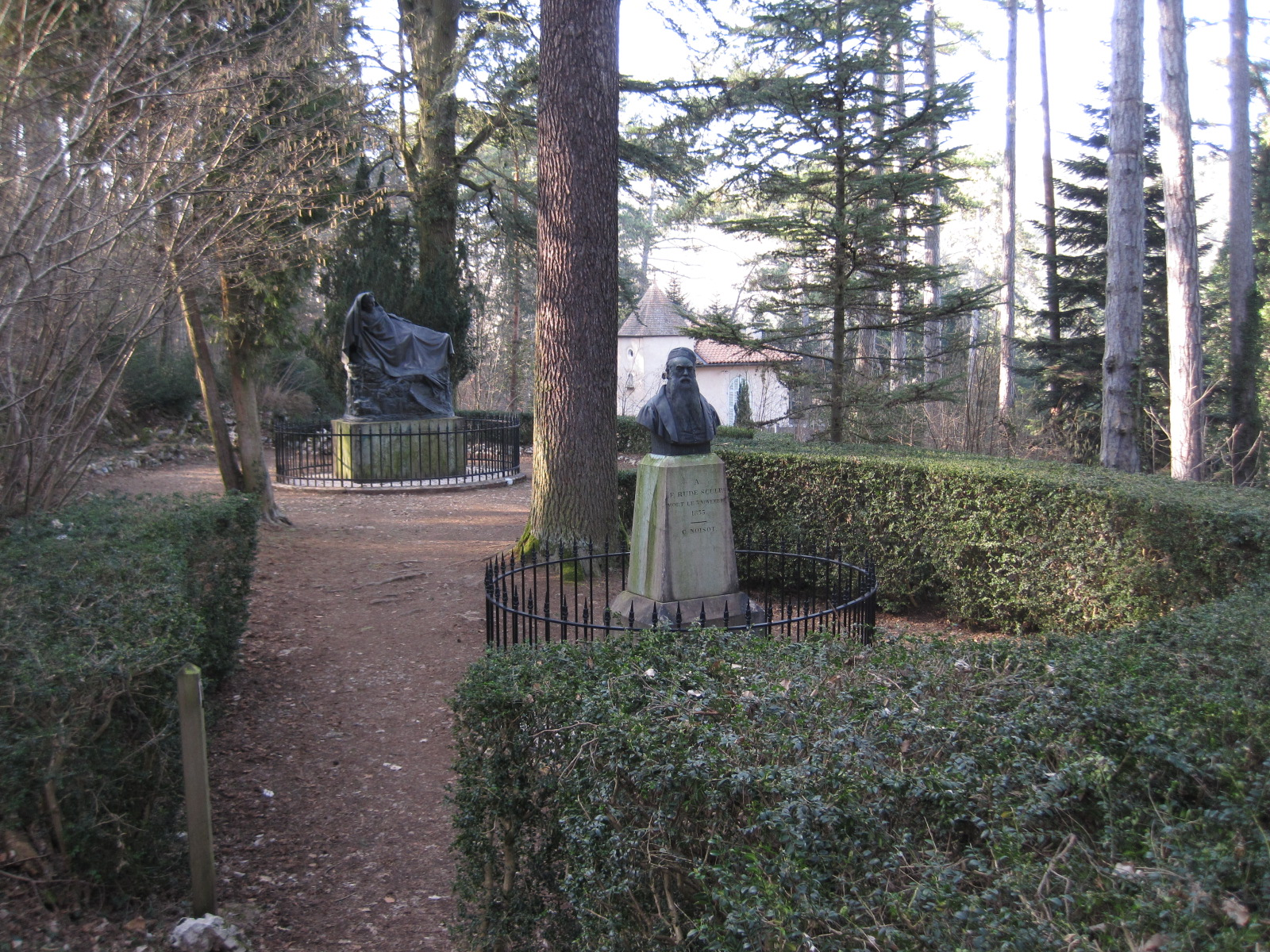
Musée et Parc Noisot.

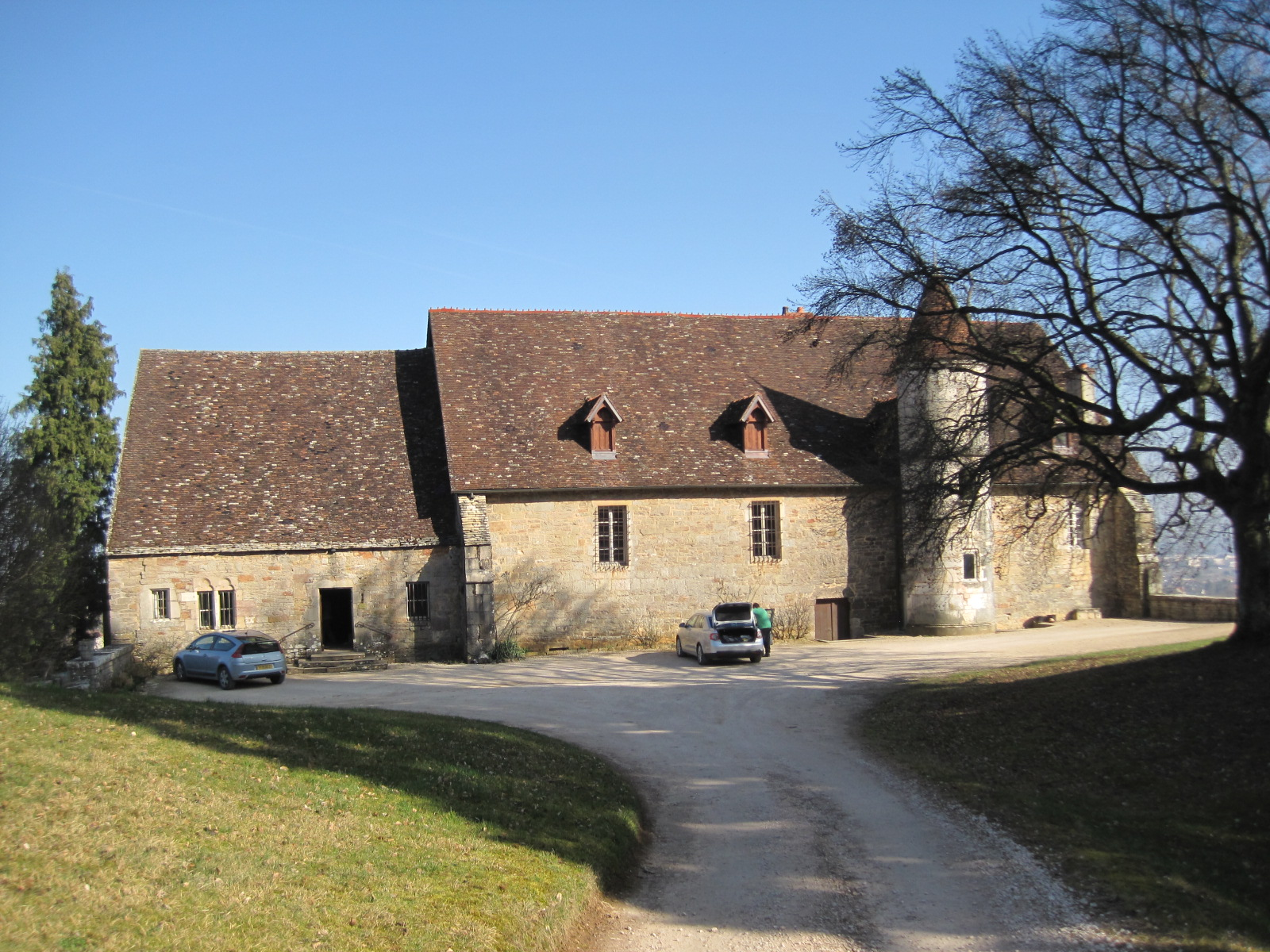
Manoir de La Perrière de Fixin (XII).

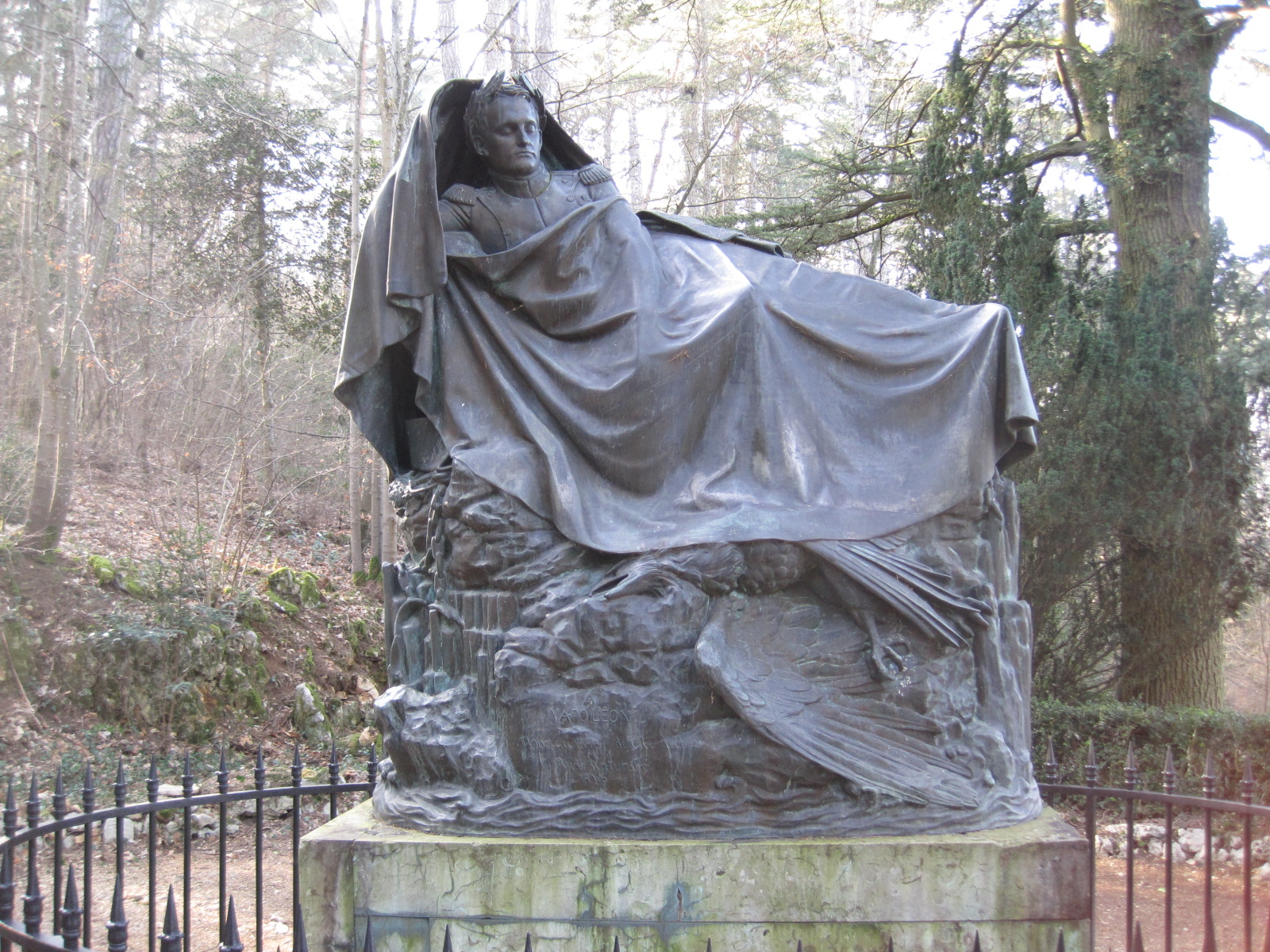
Le Réveil de Napoléon par François Rude du Musée et Parc Noisot.

Parmi les principaux lieux et monuments de Fixin figurent notamment :
- l'église Saint-Antoine de Fixey (Xe et XIIe siècles), chef-d'œuvre de l'architecture romane se dressant au milieu des vignes (l'oratoire Saint-Antoine fut édifié en 902), qui dispose d'une tour carrée du clocher datant de cette époque (les parties orientale et occidentale de la nef furent remaniées aux XIIe et XIIIe siècles tandis qu'en 1720 l'abside fut agrandie en demi-cercle et voûtée en cul-de-four) ;
- l'église Saint-Martin de Fixin (XIIe et XVe siècles) ;
- le manoir de La Perrière de Fixin (XIIe siècle) ;
- le lavoir de Fixin (XIXe siècle) ;
- le lavoir de Fixey ;
- le Musée et Parc Noisot : musée et parc aménagés au XIXe siècle par le grognard Claude Noisot (1757-1861).

### Protection de l'environnement
La côte et les combes sont classées dans la Zone naturelle d'intérêt écologique, faunistique et floristique de type I de la Côte dijonnaise et font partie du site Natura 2000 de l'Arrière côte de Dijon et de Beaune.

### Festivités
Fixin, commune viticole, a accueilli en janvier 1994 la 50e édition de la Fête de la Saint-Vincent tournante, manifestation supervisée par la Confrérie des chevaliers du Tastevin.

### Personnalités liées à la commune
Parmi les personnalités attachées à l'histoire de Fixin figurent :
- Jules Violle, inventeur du calorimètre à refroidissement, principe de base de la bouteille isotherme, décédé le 12 septembre 1923 à Fixin[18].
- Claude Noisot (1787-1861), ancien grenadier de l'Empereur, sous-adjudant-major du bataillon Napoléon Bonaparte à l'île d'Elbe, il donne son nom au Musée et Parc Noisot dans lequel a été construit un musée (en réduction, une approche de la villa elboise de San Martino-Portoferraio), et la célèbre sculpture de son ami François Rude : Le « Réveil de Napoléon à l'immortalité ». Mort à Fixin le 14 avril 1861, il aurait voulu être enterré debout sabre au clair face à l'Empereur, mais les difficultés rencontrées pour creuser la fosse dans le rocher très dur ne permirent pas de satisfaire cette dernière volonté[19].
- Roland Martin, historien et archéologue français, membre de l'École française d'Athènes en 1938, auteur en 1951 d'un ouvrage de référence sur l'Agora d'Athènes, médaille d'or du CNRS, qui vécut à Fixin jusqu'à la fin de sa vie[20].
- Arnaud Montebourg, ancien ministre et député de Saône-et-Loire, qui a vécu durant sa jeunesse à Fixey et dont la mère a résidé dans la commune jusqu'en 2012[21].
- Virginie Viard, styliste, a succédé à Karl Lagerfeld de 2019 à 2024 comme directrice artistique de la maison de haute couture Chanel.
- Arnaud Viard, frère de Virginie Viard, réalisateur et comédien qui a tourné en 2018 dans le village le film Je voudrais que quelqu'un m'attende quelque part, d'après le livre d'Anna Gavalda.
- Philippe Nicolle, acteur et metteur en scène qui a créé la compagnie 26 000 Couverts basée a Dijon et connue sur le plan national. Après avoir vécu à Fixey, il réside toujours en Côte-d’Or.
- Bastien Lallemant, auteur-compositeur-interprète, qui habita le village et qui réside toujours en Côte-d’Or.
- Charles Bernard, chef-pâtissier du palace Hôtel Negresco à Nice depuis 2022, fils de Philippe et Martine Bernard, viticulteurs à Fixey.

## Héraldique
| Blason | Blasonnement : De pourpre aux trois abeilles d'or, au chef parti : au I d'azur semé de fleurs de lys d'or et à la bordure componée d'argent et de gueules, au II bandé d'or et d'azur de six pièces et à la bordure de gueules. |